# Lista planetelor minore/18101–18200
Aceasta este Lista planetelor minore/18101–18200; pentru a naviga prin lista completă vezi Lista planetelor minore.
Pentru ale detalii vezi și Proiect:Astronomie sau Portal:Astronomie.
| Nume                   | Denumire provizorie | Data descoperirii  | Locul descoperirii     | Descoperitor(i)                                        |
| ---------------------- | ------------------- | ------------------ | ---------------------- | ------------------------------------------------------ |
| 18101 Coustenis        | 2000 LF32           | 5 iunie 2000       | Anderson Mesa          | LONEOS                                                 |
| 18102 Angrilli         | 2000 LN34           | 3 iunie 2000       | Anderson Mesa          | LONEOS                                                 |
| 18103 -                | 2000 MC5            | 26 iunie 2000      | Socorro                | LINEAR                                                 |
| 18104 Mahalingam       | 2000 NP3            | 3 iulie 2000       | Socorro                | LINEAR                                                 |
| 18105 -                | 2000 NT3            | 7 iulie 2000       | Socorro                | LINEAR                                                 |
| 18106 Blume            | 2000 NX3            | 4 iulie 2000       | Anderson Mesa          | LONEOS                                                 |
| 18107 -                | 2000 NC5            | 7 iulie 2000       | Socorro                | LINEAR                                                 |
| 18108 -                | 2000 NT5            | 8 iulie 2000       | Socorro                | LINEAR                                                 |
| 18109 -                | 2000 NG11           | 7 iulie 2000       | Socorro                | LINEAR                                                 |
| 18110 HASI             | 2000 NK13           | 5 iulie 2000       | Anderson Mesa          | LONEOS                                                 |
| 18111 Pinet            | 2000 NB14           | 5 iulie 2000       | Anderson Mesa          | LONEOS                                                 |
| 18112 Jeanlucjosset    | 2000 NX17           | 5 iulie 2000       | Anderson Mesa          | LONEOS                                                 |
| 18113 Bibring          | 2000 NC19           | 5 iulie 2000       | Anderson Mesa          | LONEOS                                                 |
| 18114 Rosenbush        | 2000 NN19           | 5 iulie 2000       | Anderson Mesa          | LONEOS                                                 |
| 18115 Rathbun          | 2000 NT19           | 5 iulie 2000       | Anderson Mesa          | LONEOS                                                 |
| 18116 Prato            | 2000 NY22           | 5 iulie 2000       | Anderson Mesa          | LONEOS                                                 |
| 18117 Jonhodge         | 2000 NY23           | 5 iulie 2000       | Anderson Mesa          | LONEOS                                                 |
| 18118 -                | 2000 NB24           | 5 iulie 2000       | Kitt Peak              | Spacewatch                                             |
| 18119 Braude           | 2000 NZ24           | 4 iulie 2000       | Anderson Mesa          | LONEOS                                                 |
| 18120 Lytvynenko       | 2000 NA25           | 4 iulie 2000       | Anderson Mesa          | LONEOS                                                 |
| 18121 Konovalenko      | 2000 NF25           | 4 iulie 2000       | Anderson Mesa          | LONEOS                                                 |
| 18122 Forestamartin    | 2000 NL27           | 4 iulie 2000       | Anderson Mesa          | LONEOS                                                 |
| 18123 Pavan            | 2000 NS27           | 4 iulie 2000       | Anderson Mesa          | LONEOS                                                 |
| 18124 Leeperry         | 2000 NE28           | 3 iulie 2000       | Socorro                | LINEAR                                                 |
| 18125 Brianwilson      | 2000 OF             | 22 iulie 2000      | Reedy Creek            | J. Broughton⁠(d)                                        |
| 18126 -                | 2000 OU3            | 24 iulie 2000      | Socorro                | LINEAR                                                 |
| 18127 Denversmith      | 2000 OX3            | 24 iulie 2000      | Socorro                | LINEAR                                                 |
| 18128 Wysner           | 2000 OD5            | 24 iulie 2000      | Socorro                | LINEAR                                                 |
| 18129 -                | 2000 OH5            | 24 iulie 2000      | Socorro                | LINEAR                                                 |
| 18130 -                | 2000 OK5            | 24 iulie 2000      | Socorro                | LINEAR                                                 |
| 18131 -                | 2000 OM5            | 24 iulie 2000      | Socorro                | LINEAR                                                 |
| 18132 Spector          | 2000 ON9            | 30 iulie 2000      | Reedy Creek            | J. Broughton⁠(d)                                        |
| 18133 -                | 2000 OL12           | 23 iulie 2000      | Socorro                | LINEAR                                                 |
| 18134 -                | 2000 OS14           | 23 iulie 2000      | Socorro                | LINEAR                                                 |
| 18135 -                | 2000 OQ20           | 31 iulie 2000      | Socorro                | LINEAR                                                 |
| 18136 -                | 2000 OD21           | 31 iulie 2000      | Socorro                | LINEAR                                                 |
| 18137 -                | 2000 OU30           | 30 iulie 2000      | Socorro                | LINEAR                                                 |
| 18138 -                | 2000 OP35           | 31 iulie 2000      | Socorro                | LINEAR                                                 |
| 18139 -                | 2000 OF37           | 30 iulie 2000      | Socorro                | LINEAR                                                 |
| 18140 -                | 2000 OD39           | 30 iulie 2000      | Socorro                | LINEAR                                                 |
| 18141 -                | 2000 OK42           | 30 iulie 2000      | Socorro                | LINEAR                                                 |
| 18142 Adamsidman       | 2000 OG47           | 31 iulie 2000      | Socorro                | LINEAR                                                 |
| 18143 -                | 2000 OK48           | 31 iulie 2000      | Socorro                | LINEAR                                                 |
| 18144 -                | 2000 OO48           | 31 iulie 2000      | Socorro                | LINEAR                                                 |
| 18145 -                | 2000 OX48           | 31 iulie 2000      | Socorro                | LINEAR                                                 |
| 18146 -                | 2000 OU49           | 31 iulie 2000      | Socorro                | LINEAR                                                 |
| 18147 -                | 2000 OY50           | 31 iulie 2000      | Socorro                | LINEAR                                                 |
| 18148 Bellier          | 2000 OZ57           | 29 iulie 2000      | Anderson Mesa          | LONEOS                                                 |
| 18149 Colombatti       | 2000 OB58           | 29 iulie 2000      | Anderson Mesa          | LONEOS                                                 |
| 18150 López Moreno -   | 2000 OC60           | 29 iulie 2000      | Anderson Mesa          | LONEOS                                                 |
| 18151 Licchelli        | 2000 OT60           | 29 iulie 2000      | Anderson Mesa          | LONEOS                                                 |
| 18152 Heidimanning     | 2000 OW60           | 29 iulie 2000      | Anderson Mesa          | LONEOS                                                 |
| 18153 -                | 2000 OC61           | 30 iulie 2000      | Socorro                | LINEAR                                                 |
| 18154 -                | 2000 PA             | 1 august 2000      | Črni Vrh               | Črni Vrh                                               |
| 18155 Jasonschuler     | 2000 PF2            | 1 august 2000      | Socorro                | LINEAR                                                 |
| 18156 Kamisaibara      | 2000 PU4            | 3 august 2000      | Bisei SG Center⁠(d)     | BATTeRS⁠(d)                                             |
| 18157 Craigwright      | 2000 PH10           | 1 august 2000      | Socorro                | LINEAR                                                 |
| 18158 Nigelreuel       | 2000 PM10           | 1 august 2000      | Socorro                | LINEAR                                                 |
| 18159 Andrewcook       | 2000 PW10           | 1 august 2000      | Socorro                | LINEAR                                                 |
| 18160 Nihon Uchu Forum | 2000 PY12           | 7 august 2000      | Bisei SG Center⁠(d)     | BATTeRS⁠(d)                                             |
| 18161 Koshiishi        | 2000 PZ12           | 7 august 2000      | Bisei SG Center        | BATTeRS                                                |
| 18162 Denlea           | 2000 PX15           | 1 august 2000      | Socorro                | LINEAR                                                 |
| 18163 Jennalewis       | 2000 PF16           | 1 august 2000      | Socorro                | LINEAR                                                 |
| 18164 -                | 2000 PA20           | 1 august 2000      | Socorro                | LINEAR                                                 |
| 18165 -                | 2000 PN20           | 1 august 2000      | Socorro                | LINEAR                                                 |
| 18166 -                | 2000 PG27           | 8 august 2000      | Valinhos               | P. R. Holvorcem⁠(d)                                     |
| 18167 Buttani          | 2000 PS27           | 6 august 2000      | Valmeca                | Valmeca                                                |
| 18168 -                | 2000 PN28           | 4 august 2000      | Haleakala              | NEAT                                                   |
| 18169 -                | 2000 QF             | 20 august 2000     | Colleverde⁠(d)          | V. S. Casulli⁠(d)                                       |
| 18170 Ramjeawan        | 2000 QW2            | 24 august 2000     | Socorro                | LINEAR                                                 |
| 18171 Romaneskue       | 2000 QB5            | 24 august 2000     | Socorro                | LINEAR                                                 |
| 18172 -                | 2000 QL7            | 25 august 2000     | Socorro                | LINEAR                                                 |
| 18173 -                | 2000 QD8            | 25 august 2000     | Višnjan Observatory⁠(d) | K. Korlević, M. Jurić⁠(d)                               |
| 18174 Khachatryan      | 2000 QW14           | 24 august 2000     | Socorro                | LINEAR                                                 |
| 18175 Jenniferchoy     | 2000 QB15           | 24 august 2000     | Socorro                | LINEAR                                                 |
| 18176 Julianhong       | 2000 QG22           | 24 august 2000     | Socorro                | LINEAR                                                 |
| 18177 Harunaga         | 2000 QK27           | 24 august 2000     | Socorro                | LINEAR                                                 |
| 18178 -                | 2000 QP28           | 24 august 2000     | Socorro                | LINEAR                                                 |
| 18179 -                | 2000 QV29           | 25 august 2000     | Socorro                | LINEAR                                                 |
| 18180 Irenesun         | 2000 QB30           | 25 august 2000     | Socorro                | LINEAR                                                 |
| 18181 -                | 2000 QD34           | 26 august 2000     | Socorro                | LINEAR                                                 |
| 18182 Wiener           | 2000 QC35           | 27 august 2000     | Ondřejov⁠(d)            | P. Pravec⁠(d), P. Kušnirák⁠(d)                           |
| 18183 -                | 2000 QG37           | 24 august 2000     | Socorro                | LINEAR                                                 |
| 18184 Dianepark        | 2000 QR37           | 24 august 2000     | Socorro                | LINEAR                                                 |
| 18185 -                | 2000 QW49           | 24 august 2000     | Socorro                | LINEAR                                                 |
| 18186 -                | 2000 QW50           | 24 august 2000     | Socorro                | LINEAR                                                 |
| 18187 -                | 2000 QQ53           | 25 august 2000     | Socorro                | LINEAR                                                 |
| 18188 -                | 2000 QD55           | 25 august 2000     | Socorro                | LINEAR                                                 |
| 18189 Medeobaldia      | 2000 QN82           | 24 august 2000     | Socorro                | LINEAR                                                 |
| 18190 Michaelpizer     | 2000 QY89           | 25 august 2000     | Socorro                | LINEAR                                                 |
| 18191 Rayhe            | 2000 QL90           | 25 august 2000     | Socorro                | LINEAR                                                 |
| 18192 Craigwallace     | 2000 QP90           | 25 august 2000     | Socorro                | LINEAR                                                 |
| 18193 Hollilydrury     | 2000 QT93           | 26 august 2000     | Socorro                | LINEAR                                                 |
| 18194 -                | 2000 QE100          | 28 august 2000     | Socorro                | LINEAR                                                 |
| 18195 -                | 2000 QG116          | 28 august 2000     | Socorro                | LINEAR                                                 |
| 18196 Rowberry         | 2000 QY132          | 26 august 2000     | Socorro                | LINEAR                                                 |
| 18197 -                | 2055 P-L            | 24 septembrie 1960 | Palomar                | C. J. van Houten, I. van Houten-Groeneveld, T. Gehrels |
| 18198 -                | 2056 P-L            | 24 septembrie 1960 | Palomar                | C. J. van Houten, I. van Houten-Groeneveld, T. Gehrels |
| 18199 -                | 2583 P-L            | 24 septembrie 1960 | Palomar                | C. J. van Houten, I. van Houten-Groeneveld, T. Gehrels |
| 18200 -                | 2714 P-L            | 24 septembrie 1960 | Palomar                | C. J. van Houten, I. van Houten-Groeneveld, T. Gehrels |